# 樺美智子
樺美智子（1937年11月8日—1960年6月15日）是一位日本共產主義者，東京大學的本科生，她也是全學連成員。1960年安保鬥爭期間，她在國會議事堂南門與警察發生衝突，結果在衝突中喪生。她的墓地位於多磨霊園。

## 生平
她的父亲是社会学家兼中央大学教授樺俊雄。 
1957年，樺美智子进入东京大学學習，同年11月加入日本共產黨。此后她成为新左翼组织共產主義者同盟的领导人，并参加安保斗争。 
1960年1月26日，她在東京國際機場静坐时被捕。 獲釋後她又與一群学生闯入國會議事堂南门并与防暴警察发生冲突，期間樺美智子身亡。根據驗屍結果，樺美智子的死因是胸部受压和颅内出血。